# Józef Caban
Józef Caban (ur. 28 sierpnia 1915 w Łaszewie, zm. 14 marca 2022 w Pałówku) – polski rolnik, porucznik Wojska Polskiego, kombatant II wojny światowej, weteran kampanii wrześniowej; uczestnik bitwy pod Mławą oraz obrony Warszawy, żołnierz Armii Krajowej. Był ostatnim żyjącym członkiem przedwojennego Stronnictwa Narodowego.

## Życiorys
Józef Caban przed wybuchem II wojny światowej działał w Stronnictwie Narodowym (koło w Wieluniu). W 1937 roku przebywał na emigracji zarobkowej w III Rzeszy. Od marca 1938 roku odbywał zasadniczą służbę wojskową w 78 pułku piechoty. Podczas kampanii wrześniowej 1939 walczył w bitwie pod Mławą i obronie Warszawy, w czasie której został ranny. Po klęsce wrześniowej trafił do niewoli niemieckiej, z której zbiegł. Okupację niemiecką spędził w pow. wieluńskim, gdzie podjął pracę zarobkową i działał w Armii Krajowej (do 1942). W 1945 roku wyjechał na tzw. Ziemie Odzyskane, gdzie jako osadnik wojskowy osiedlił się w gminie Postomino i prowadził gospodarstwo rolne.
Był członkiem Związku Bojowników o Wolność i Demokrację, Związku Kombatantów Rzeczypospolitej Polskiej i Byłych Więźniów Politycznych oraz Związku Osadników Wojskowych.
Zmarł 14 marca 2022 w wieku 106 lat. Pochowany na Starym Cmentarzu w Słupsku.

## Nagrody i odznaczenia
- Złoty Krzyż Zasługi – 2018
- Medal Za Długoletnie Pożycie Małżeńskie – 1995
- Medal Stulecia Odzyskanej Niepodległości – 2020
- Medal „Za udział w wojnie obronnej 1939” – 1985
- Medal za Warszawę 1939–1945 – 1947
- Medal Zwycięstwa i Wolności – 1947
- Medal „Pro Patria” – 2016
- Odznaka za Zasługi dla Związku Kombatantów RP i Byłych Więźniów Politycznych – 2005
- Medal „Obrońcy Ojczyzny 1939–1945” – 2015
- Krzyż Zasługi Związku Żołnierzy NSZ
- Medal Pamiątkowy 75-lecia NSZ